# زاوية (إيران)
زاوية (بالفارسية: زاویه) هي مدينة تقع في الجزء الأوسط من مدينة الزرندية في محافظة مرکزي إيران. يقدر عدد سكانها بـ 6,141 نسمة .